# Os Santásticos

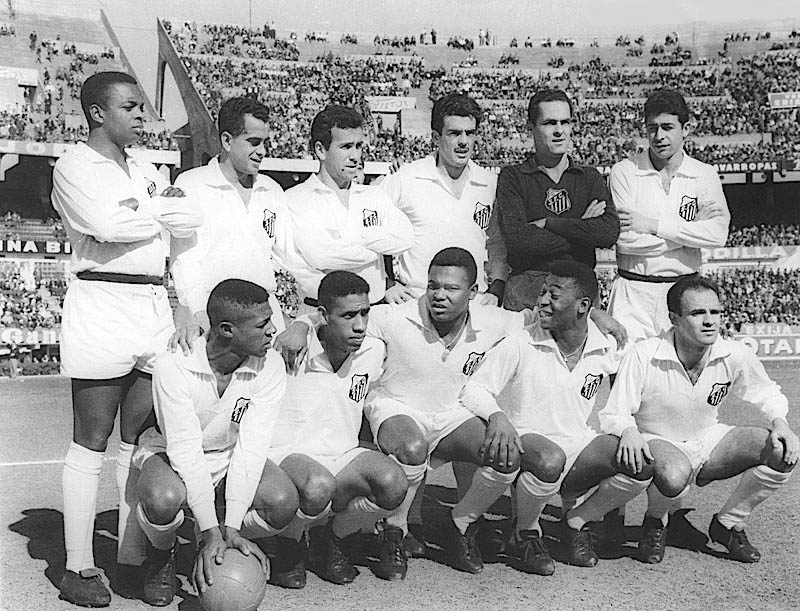
O time do Santos FC que conquistou sua primeira Copa Libertadores em 1962 após vencer o Peñarol por 3 a 0 no River Plate Stadium em Buenos Aires, Argentina, 30 de agosto de 1962

Os Santásticos é o apelido do grupo de jogadores do Santos Futebol Clube comandado por Lula e Antoninho que conquistou um total de 25 títulos entre 1959 e 1974, incluindo duas Copas Libertadores. Frequentemente considerado um dos times mais fortes já montados em qualquer esporte, marcando mais de 3.000 gols nesse período, com uma média de mais de 2,5 gols por partida.
Também conhecido como O Balé Branco ou Time dos Sonhos dominaram o futebol brasileiro e se tornaram símbolo do Jogo Bonito graças a figuras como Gilmar, Mauro, Mengálvio, Coutinho, Pepe e o icônico Pelé . Pelé tornou o Santos FC famoso em todo o mundo nesta era revolucionária, portanto seus companheiros menos conhecidos são mais conhecidos como "amigos de Pelé".

## O início
Em 1956, Waldemar de Brito levou Pelé a Santos, cidade industrial e portuária do estado de São Paulo, para tentar o clube profissional Santos Futebol Clube dizendo aos dirigentes do Santos que o jovem de 15 anos seria "o maior jogador do futebol jogador do mundo." O Santos era na época o melhor time paulista, tendo acabado de conquistar dois bicampeões estaduais consecutivos com a chegada de Pelé.
Aos 15 anos, Pelé fez sua estreia pelo Santos em 7 de setembro de 1956, marcando um gol na vitória por 7 a 1 em um amistoso sobre o Corinthians de Santo André . Quando a temporada de 1957 começou, Pelé foi titular no time titular e, com apenas 16 anos, tornou-se o artilheiro do campeonato. Apenas dez meses após assinar profissionalmente, o adolescente foi convocado para a Seleção Brasileira. Após a Copa do Mundo de 1962, clubes europeus ricos como Real Madrid, Juventus e Manchester United tentaram contratar o jovem jogador, mas o governo do Brasil declarou Pelé um "tesouro nacional oficial" para evitar que ele fosse transferido para fora do país.
Pelé conquistou seu primeiro título importante com o Santos em 1958, quando o time conquistou o Campeonato Paulista ; Pelé terminaria o torneio como artilheiro com incríveis 58 gols, um recorde que permanece até hoje. Um ano depois, O Rei ajudaria o time a conquistar sua primeira vitória no Torneio Rio-São Paulo com um 3 a 0 sobre o Vasco da Gama. No entanto, o Santos não conseguiu reter o título paulista.

## 1961: campeões brasileiros
Em 1960, Pelé marcou 33 gols para ajudar seu time a reconquistar o troféu do Campeonato Paulista, mas perdeu o torneio Rio-São Paulo ao terminar em um decepcionante 8º lugar. Outros 47 gols de Pelé permitiram ao Santos manter o Campeonato Paulista. O clube conquistou a Taça Brasil naquele mesmo ano, derrotando o Bahia na final; Pelé terminou como artilheiro do torneio com 9 gols. A vitória permitiu ao Santos a participação na Copa Libertadores, torneio continental de clubes mais prestigiado da América do Sul. Em março de 1961, Pelé fez o gol de placa contra o Fluminense no Maracanã. Pelé recebeu na entrada da própria área, correu todo o campo, driblando os adversários, e chutou para longe do goleiro. O gol foi considerado tão espetacular que foi encomendada uma placa dedicada ao gol mais bonito da história do Maracanã .

## 1962: A primeira tripla do mundo
A temporada de maior sucesso do Santos começou em 1962; a equipe foi semeada no Grupo 1 ao lado de Cerro Porteño e Deportivo Municipal, vencendo todas as partidas de seu grupo, exceto uma (empate em 1 a 1 fora de casa contra o Cerro), com Pelé marcando seu primeiro gol em dois gols contra o Cerro. O Santos derrotou o Universidad Católica nas semifinais e enfrentou o atual campeão Peñarol na final, na qual Pelé marcou mais dois gols no playoff para garantir o primeiro título para um clube brasileiro. Pelé terminou como o segundo maior goleador da competição com 4 gols. Nesse mesmo ano, o Santos defenderia, com sucesso, o Campeonato Paulista (com 37 gols de Pelé), a Taça Brasil (Pelé marcou quatro gols na série final contra o Botafogo), e conquistaria a Copa Intercontinental de 1962 contra o Benfica . Vestindo sua icônica camisa 10, Pelé teve uma de suas melhores atuações e marcou três gols em Lisboa, na vitória do Santos sobre o campeão europeu por 5–2.

### Pelotão
Foram utilizados 38 jogadores ao longo da temporada, sendo o Lima o mais utilizado com 74 partidas disputadas.
| - Goleiros - </img> Carlindo - </img> Gilmar - </img> Laércio - </img> Rosan - </img> Silas | - Defensores - </img> Calvet - </img> Dalmo - </img> Décio Brito - </img> Figueiró - </img> Fioti - </img> Formiga - </img> Getúlio - </img> Helmiton - </img> Ismael - </img> João Carlos - </img> Maneco - </img> Mauro Ramos - </img> Olavo - </img> Zé Carlos | - Meio-campistas - </img> Ezequiel - </img> Lima - </img> Mengálvio - </img> Pelé - </img> Zito | - Atacantes - </img> Bé - </img> Bira - </img> Cabralzinho - </img> Canhoto - </img> Coutinho - </img> Didi - </img> Dorval - </img> Luís Cláudio - </img> Nenê - </img> Osvaldo - </img> Pagão - </img> Pepe - </img> Tite - </img> Zoca |

## 1963–1965:Pentacampeão
O Santos tentou defender o título novamente em 1964, mas foi goleado nas duas mãos das semifinais pelo Independiente . O Santos conquistou novamente o Campeonato Paulista, com Pelé marcando 34 gols. O clube também dividiu o título Rio-São Paulo com o Botafogo e conquistou a Taça Brasil pelo quarto ano consecutivo. Os santistas tentariam ressurgir em 1965 ao vencer, pela 9ª vez, o Campeonato Paulista e a Taça Brasil. Na Copa Libertadores de 1965, o Santos começou de forma convincente ao vencer todas as partidas de seu grupo na primeira fase. Nas semifinais, o Santos enfrentou o Peñarol em uma revanche da final de 1962. Depois de duas partidas lendárias, um playoff foi necessário para desempatar. Ao contrário de 1962, o Peñarol saiu por cima e eliminou o Santos por 2–1. Pelé, porém, terminaria como o artilheiro do torneio com oito gols.[carece de fontes?]

### Seleção de 1963
Ao longo da temporada foram utilizados 36 jogadores, sendo Dorval o mais utilizado com 61 partidas disputadas.
| - Goleiros - </img> Gilmar - </img> Laércio - </img> Silas | - Defensores - </img> Calvet - </img> Cido Jacaré - </img> Dalmo - </img> Geraldino - </img> Haroldo - </img> Helmiton - </img> Ismael - </img> João Carlos - </img> Joel Camargo - </img> Maneco - </img> Mauro Ramos - </img> Olavo - </img> Zé Carlos | - Meio-campistas - </img> Almir - </img> Lima - </img> Mengálvio - </img> Paulo - </img> Pelé - </img> Zito | - Atacantes - </img> Batista - </img> Bé - </img> Cabralzinho - </img> Coutinho - </img> Dorval - </img> Luís Cláudio - </img> Nenê - </img> Nilzo - </img> Osvaldo - </img> Pagão - </img> Pepe - </img> Rossi - </img> Tite - </img> Toninho Guerreiro |

### Seleção de 1964
Ao longo da temporada foram utilizados 32 jogadores, sendo o Lima o mais utilizado com 68 partidas disputadas.
| - Goleiros - </img> Gilmar - </img> Laércio | - Defensores - </img> Calvet - </img> Cido Jacaré - </img> Dalmo - </img> Geraldino - </img> Haroldo - </img> Ismael - </img> João Carlos - </img> Joel Camargo - </img> Mauro Ramos - </img> Modesto - </img> Olavo - </img> Turcão | - Meio-campistas - </img> Ademir - </img> Almir - </img> Lima - </img> Mengálvio - </img> Elizeu - </img> Pelé - </img> Zito | - Atacantes - </img> Batista - </img> Chicão - </img> Coutinho - </img> Dorval - </img> Gonçalo - </img> Íris - </img> Noriva - </img> Pepe - </img> Peixinho - </img> Rossi - </img> Toninho Guerreiro |

### Seleção de 1965
Ao longo da temporada foram utilizados 42 jogadores, sendo Geraldino o mais utilizado com 67 partidas disputadas.
| - Goleiros - </img> Cláudio - </img> Gilmar - </img> Laércio - </img> Silas | - Defensores - </img> Carlos Alberto - </img> Cido Jacaré - </img> Dé - </img> Geraldino - </img> Haroldo - </img> Ismael - </img> Joel Camargo - </img> Mauro Ramos - </img> Modesto - </img> Oberdan - </img> Olavo - </img> Orlando Peçanha - </img> Quito - </img> Turcão | - Meio-campistas - </img> Ademir - </img> Almir - </img> Elizeu - </img> Gonçalo - </img> Lima - </img> Mengálvio - </img> Pardal - </img> Pelé - </img> Rossi - </img> Vadinho - </img> Zito | - Atacantes - </img> Abel - </img> Coutinho - </img> Dorval - </img> Del Vecchio - </img> Gilberto - </img> Gilson Porto - </img> Íris - </img> Noriva - </img> Peixinho - </img> Pepe - </img> Salomão - </img> Santana - </img> Toninho Guerreiro |

## 1966: Uma temporada esquecível
Em 1966, Pelé e Santos também não conseguiram reter a Taça Brasil, já que os gols de O Rei não foram suficientes para evitar uma derrota por 9–4 para o Cruzeiro (liderado por Tostão) na série final. Embora o Santos tenha vencido o Campeonato Paulista em 1967, 1968 e 1969, Pelé tornou-se cada vez menos um fator que contribuiu para o agora limitado sucesso santista, cujo plantel aos poucos passava por reformulação, contando com novos nomes como Clodoaldo e o argentino Ramos Delgado.

## 1967–1969: Rejuvenescimento doBalé Branco
Em 19 de novembro de 1969, Pelé marcou seu milésimo gol em todas as competições. Este era um momento muito esperado no Brasil. O gol, chamado popularmente de O Milésimo, ocorreu em partida contra o Vasco da Gama, quando Pelé marcou de pênalti, no Estádio do Maracanã .

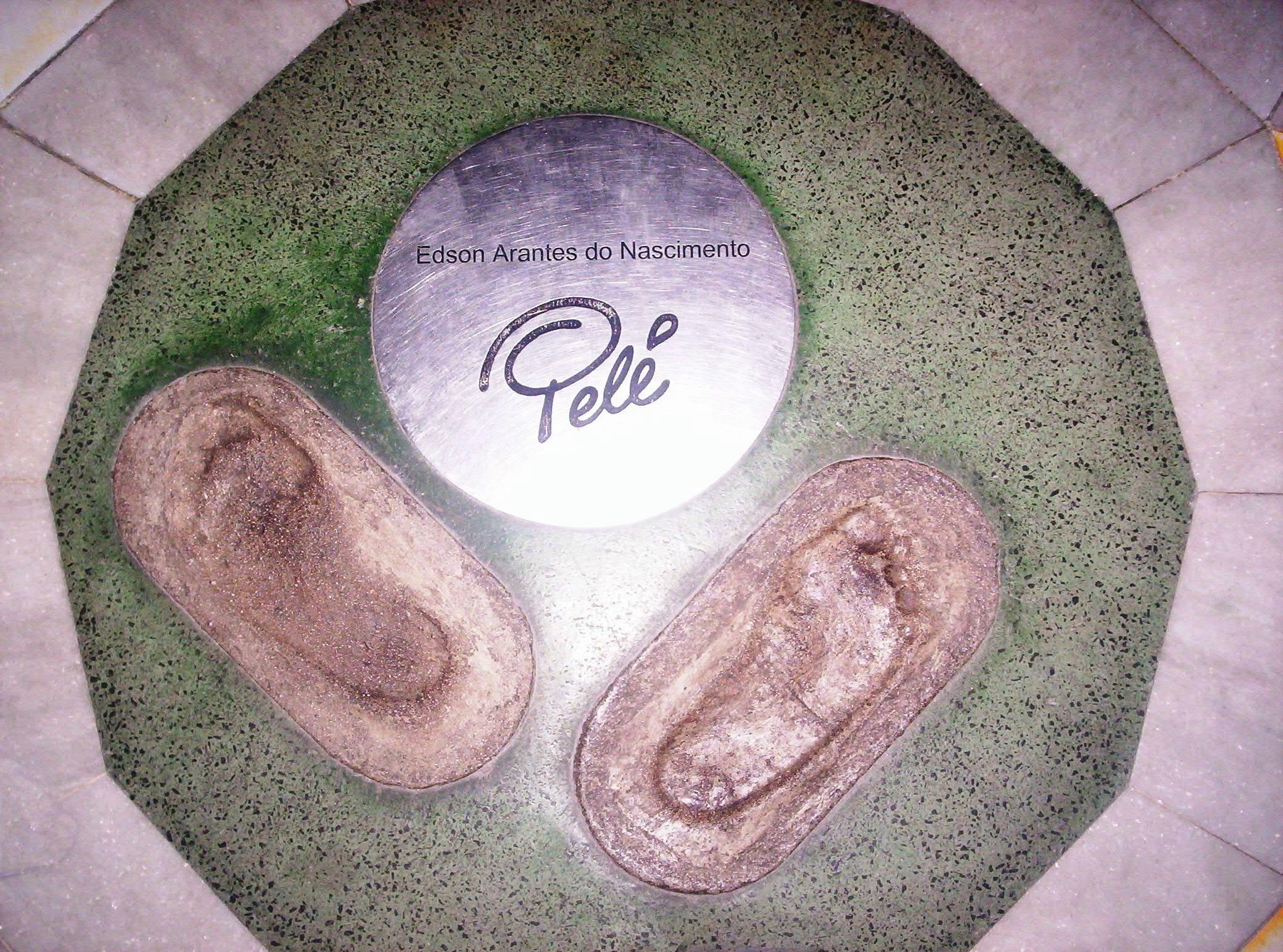
As pegadas de Pelé dentro do Maracanã.

Pelé afirma que seu gol mais bonito foi marcado no estádio Rua Javari em uma partida do Campeonato Paulista contra o rival paulista Juventus em 2 de agosto de 1959. Como não há vídeo dessa partida, Pelé pediu que fosse feita uma animação em computador desse gol específico. Em 1967, as duas facções envolvidas na Guerra Civil da Nigéria concordaram com um cessar -fogo de 48 horas para que pudessem assistir Pelé jogar um jogo amistoso em Lagos .

## 1970–1973: Os últimos anos
Após maus investimentos feitos pela diretoria do clube, o Santos teve que vender seus melhores jogadores para quitar suas dívidas. O clube também passou as campanhas seguintes com longas viagens à África e à Ásia para arrecadar fundos, enquanto um time "reserva" disputou a maior parte dos torneios nacionais.
Em 1973, o clube conquistou seu último troféu com Pelé, o Campeonato Paulista ; depois de um empate em 0 a 0 contra a Portuguesa, o Santos estava na frente na disputa de pênaltis quando o árbitro Armando Marques encerrou a partida após calcular mal o placar. Pouco depois, o título foi dividido entre os dois clubes. Pelé posteriormente anunciou sua aposentadoria no final da temporada de 1974, embora no ano seguinte viesse a aceitar proposta para defender o New York Cosmos pela NASL, onde jogou por mais dois anos até sua aposentadoria definitiva em 1977.

## Filmografia
- Aníbal Massaini Neto, Pelé Eterno, 2004.
- Carlos Hugo Christensen, O Rei Pelé, 1963.
- Eduardo Escorel e Luiz Carlos Barreto, Isto é Pelé, 1974.
- Mercado Livre, Santos, Especial, 2011.
- Paulo Machline, Uma história de futebol, 1998.